# Liste von Hochschullehrern des Campus Landau
Die Liste von Hochschullehrern des Campus Landau enthält Dozenten am Campus Landau, der nacheinander ab 1969 Teil der Erziehungswissenschaftlichen Hochschule Rheinland-Pfalz, ab 1990 der Universität Koblenz-Landau war und nun seit 2023 Teil der Rheinland-Pfälzischen Technischen Universität Kaiserslautern-Landau ist. Die Liste erhebt keinen Anspruch auf Vollständigkeit.

## A–G
- Elżbieta Adamiak (* 1964), Katholische Theologie
- Matthias Bahr (* 1960), römisch-katholischer Theologe
- Hans Ammerich (* 1949), Geschichte
- Henner Barthel (* 1947), Sprechwissenschaft
- Ralf Becker (* 1975), seit 2016 Professor für Philosophie
- Ernst Begemann (1927–2014), ab 1993 Hochschullehrer für Sonderpädagogik
- Christian Bermes (* 1968), Professor für Philosophie
- Lothar Bluhm (* 1958), Literatur- und Kulturwissenschaftler, Herausgeber Wirkendes Wort
- Erich Dauenhauer (1935–2018), von 1971 bis 2003 Professor für Allgemeine Wirtschaftslehre und -pädagogik
- Sabine Diao-Klaeger (* 1969), seit 2013 Professorin für Romanistik
- Gerhard Fieguth (* 1937), Literaturwissenschaftler, von 1973 bis 2000
- Karin Finsterbusch (* 1963), seit 2004 ordentliche Professorin für Evangelische Theologie
- Franz Fippinger (1932–2013), von 1969 bis 1996 Inhalber des Lehrstuhls für Psychologie
- Marc Fritzsche (* 1969), seit 2018 Professor für Kunstdidaktik
- Andreas D. Fröhlich (* 1946), Pädagoge, Vater der „Basalen Stimulation“
- Robert K. Furtak (1930–2022), Politikwissenschaftler
- Erich E. Geissler (1928–2018), von 1965 bis 1969 Professor für Systematische und Historische Pädagogik
- Hellmut Geißner (1926–2012), prägende Persönlichkeit der Sprechwissenschaft
- Jürgen Gießing (* 1967), Sport- und Erziehungswissenschaftler, entwickelte das Hochintensitätstraining (HIT) weiter
- Manuela Glaab (* 1967), seit Professorin für Politikwissenschaft mit dem Schwerpunkt Politisches System der Bundesrepublik Deutschland am Institut für Sozialwissenschaften
- Jürgen Goldstein (* 1962), von 2010 bis 2015 Professor für Philosophie
- Wolfgang Grünstäudl (* 1977), von 2008 bis 2013 wissenschaftlicher Mitarbeiter im Bereich biblische Theologie am Institut für Katholische Theologie

## H–M

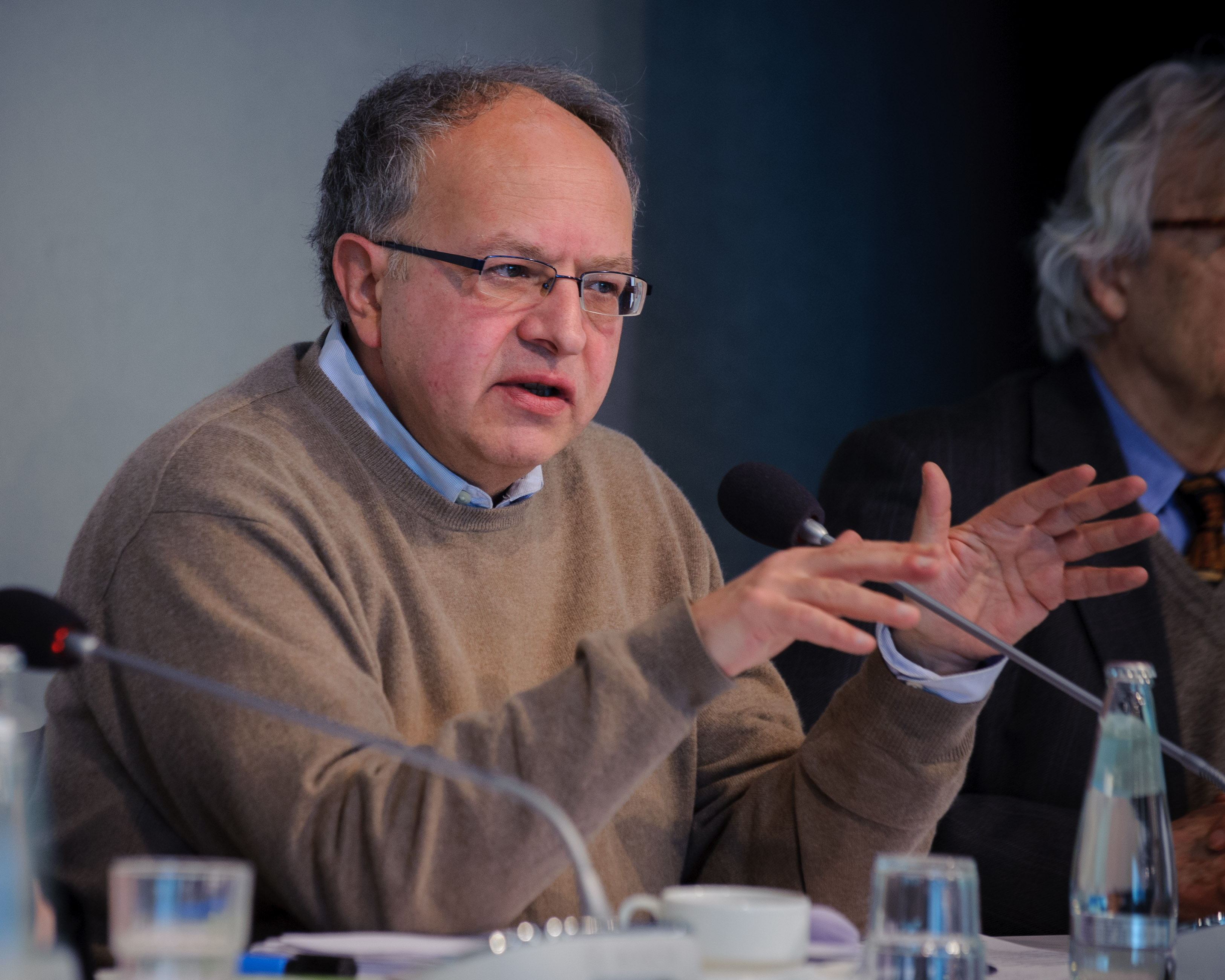
Thomas Leif

- Udo Hanke (* 1947), von 1994 bis 2010  Inhaber einer C4-Professur für Sportwissenschaft
- Björn Hayer (* 1987),  Autor, Literatur- und Theaterkritiker sowie Privatdozent für Literaturwissenschaft, ab 2020
- Roman Heiligenthal (* 1953),  evangelischer Theologe, von 1992 bis 2017, Professor für Bibelwissenschaften
- Achim Hofer (* 1965), seit 1999 Inhaber des Lehrstuhls für Musikwissenschaft und Musikpädagogik
- Ingmar Hosenfeld (* 1968), seit 2010 Professor für pädagogisch-psychologische Bildungsforschung am Zentrum für Empirisch Pädagogische Forschung
- Karlheinz Ingenkamp (1925–2015), Mitbegründer der empirischen Erziehungswissenschaft
- Reinhold S. Jäger (* 1946), Vertreter der pädagogischen Diagnostik
- Heino Kaack (1940–1998),  Politik- und Verwaltungswissenschaftler, von 1991 bis zu seinem Tod einer der Leiter der Forschungsstelle für Verwaltungsinformatik
- Reiner Keller (* 1962), Soziologe
- Ekaterini Kepetzis (* 1970), seit 2019 ist sie Professorin für Kunstgeschichte und Kunstvermittlung am Institut für Kunstwissenschaft und Bildende Kunst
- Norbert Kluge (1935–2022), Initiator einer pädagogisch begründeten Sexualforschung
- Gottfried Klöhn (* 1929), Professor für Englisch einschließlich der Didaktik, ab 1974 Ordinarius
- Alfred Läpple (1915–2013), katholischer Religionspädagoge, von 1970 bis 1972
- Hans-Joachim Lauth (* 1957), hatte von 2002 bis 2004 eine dreisemestrige Professurvertretung am Institut für Politikwissenschaft inne
- Thomas Leif (1959–2017), Journalist, Film- und Sachbuchautor und Politologe, erhielt 2009 eine Honorarprofessur für Politologie, die er bis zu seinem Tod innehatte
- Gudula List (* 1938),  Psychologin (Heilpädagogische Psychologie), von 1980 bis 1985
- Christian Lindmeier (* 1961), Professor für Sonderpädagogik
- Heinz-Helmut Lüger (* 1946), von o1998 bis 2011 war als Universitätsprofessor für Linguistik und Didaktik des Französischen tätig
- Andreas Mehl (* 1945), Althistoriker, 1985 kurzzeitig Professor für Alte Geschichte
- Stephan Merten (* 1956), von 2001 bis 2022 Professor für Didaktik des Deutschunterrichts: Schwerpunkt Sprachdidaktik
- Günter F. Müller (1946–2023), von 1992 bis 2012 Professor Sozialpsychologie und Arbeits,- Betriebs- und Organisationspsychologie
- Thomas Müller-Schneider (* 1961), seit 2003 Professor für Soziologie

## N–Z

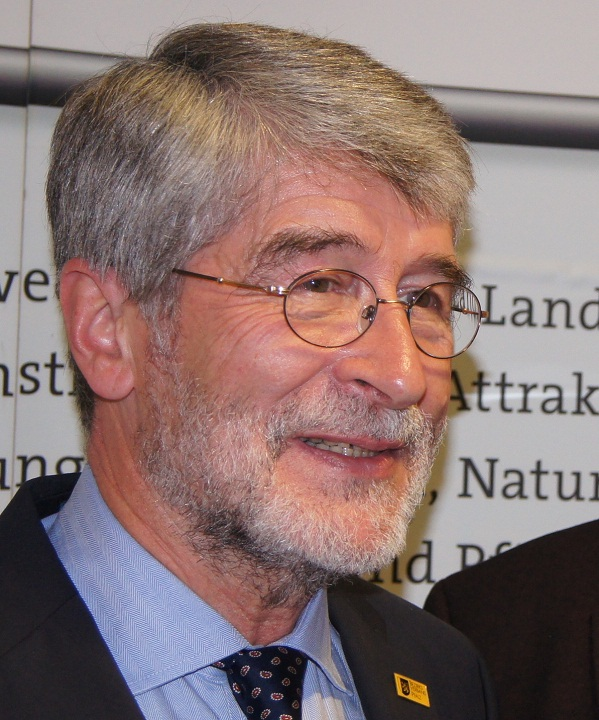
Ulrich Sarcinelli

- Peter Nenniger (1944–2024), Lehr-Lern-Forscher und ehemaliger Präsident der Humboldt-Gesellschaft
- Renate Neubäumer (* 1952), Wirtschaftswissenschaftlerin
- Engelbert Niehaus (* 1965), seit 2005 Professor für Mathematik und Didaktik
- Manfred Niehuis (* 1944), seit 1971 akademischer Direktor am Institut für Biologie
- Jendrik Petersen (* 1959), seit 2001  Professor für Betriebspädagogik
- Hans H. Reich (1939–2019), ab 1979 Professor für Deutsch mit dem Schwerpunkt Deutsch als Fremdsprache
- Ulrich Sarcinelli (* 1946), Politikwissenschaftler
- Gabriele Schaumann (* 1965/66), Chemikerin
- Gabriela Scherer (* 1963), seit 2011 Professorin für Literaturwissenschaft und Literaturdidaktik am Institut für Germanistik
- Markus Schiefer (* 1960), seit 2007 Professor für Katholische Theologie mit Schwerpunkt Biblische Theologie und Exegese des Neuen Testaments am Institut für Katholische Theologie
- Siegmar Schmidt (* 1961), seit 1999 Professor für Politikwissenschaft
- Susanne Schwarz (* vor 2004), seit 2018 Professorin für Religionspädagogik/Didaktik des Religionsunterrichts
- Gregor Schuhen (* 1973), seit 2018 Professor für Romanistik mit dem Schwerpunkt Literaturwissenschaft
- Silke Sinning (* 1969), seit April 2010 Professorin für Sportwissenschaft
- Franz Staab (1942–2004), Historiker
- Melanie Steffens (* 1969), Psychologin
- Penelope Thorn (* 1973), Gesangspädagogin
- Michael Tilly (* 1963), von 2007 bis 2012 Professor für Neues Testament und Biblische Didaktik am Institut für Evangelische Theologie
- Hans-Peter Wagner (* 1949), von 1993 bis 2014 Professor für Anglistik und Amerikanistik
- Norbert Wenning (* 1957), seit 2007 Professor für Interkulturelle Bildung
- Hans-Jürgen Wünschel (* 1947), bis 2002 akademisch tätig am Historischen Seminar, zuletzt als Akademischer Direktor tätig